# Velika Sejanica
Velike Sejanica je naselje u gradu Leskovcu, Jablanički upravni okrug, Srbija. Prema popisu iz 2022. godine u Velikoj Grabovnici je živjelo 552 stanovnika.